# جاده ۱۱ (ایران)
جاده ۱۱، جاده‌ای در شمال‌غرب ایران است. این جاده جلفا و آذربایجان را به ارومیه و عراق متصل می‌کند. این جاده از مهاباد، سردشت، بانه و سقز نیز می‌گذرد.